# Error (Baseball)
Ein Error im Baseball ist neben Runs und Hits die dritte Wertungskategorie, die in einer Ergebnistabelle für ein Spielergebnis aufgeführt wird. Ein Error hat häufig Einfluss auf den Spielausgang und ist die einzige Kategorie der Defensive, die im einfachen Spielergebnis Erwähnung findet. Die Anzahl der Errors pro Spiel ist vor allem in den Profi-Ligen gering, in vielen Spielen passiert gar kein Error.

## Bedeutung
Nur eine fehlerhafte Aktion eines Defensivspielers wird als Error bezeichnet, begeht ein Offensivspieler einen Fehler im Sinne des Spiels, so kann dieser zwar auch in die Statistik des Spiels einfließen, trägt aber immer eine andere Bezeichnung. Die Folge eines Errors ist immer das Vorrücken eines oder mehrerer Spieler um mindestens ein Base oder die Verlängerung des Schlagrechts für einen Batter. Daraus ergibt sich im Umkehrschluss, dass der Fehler eines Feldspielers nur dann als Error gewertet wird, wenn durch die Aktion ein Angriffsspieler eine Base weiterkommt oder ein Batter am Schlag bleibt, obwohl er schon Aus sein könnte.

## Arten von Errors

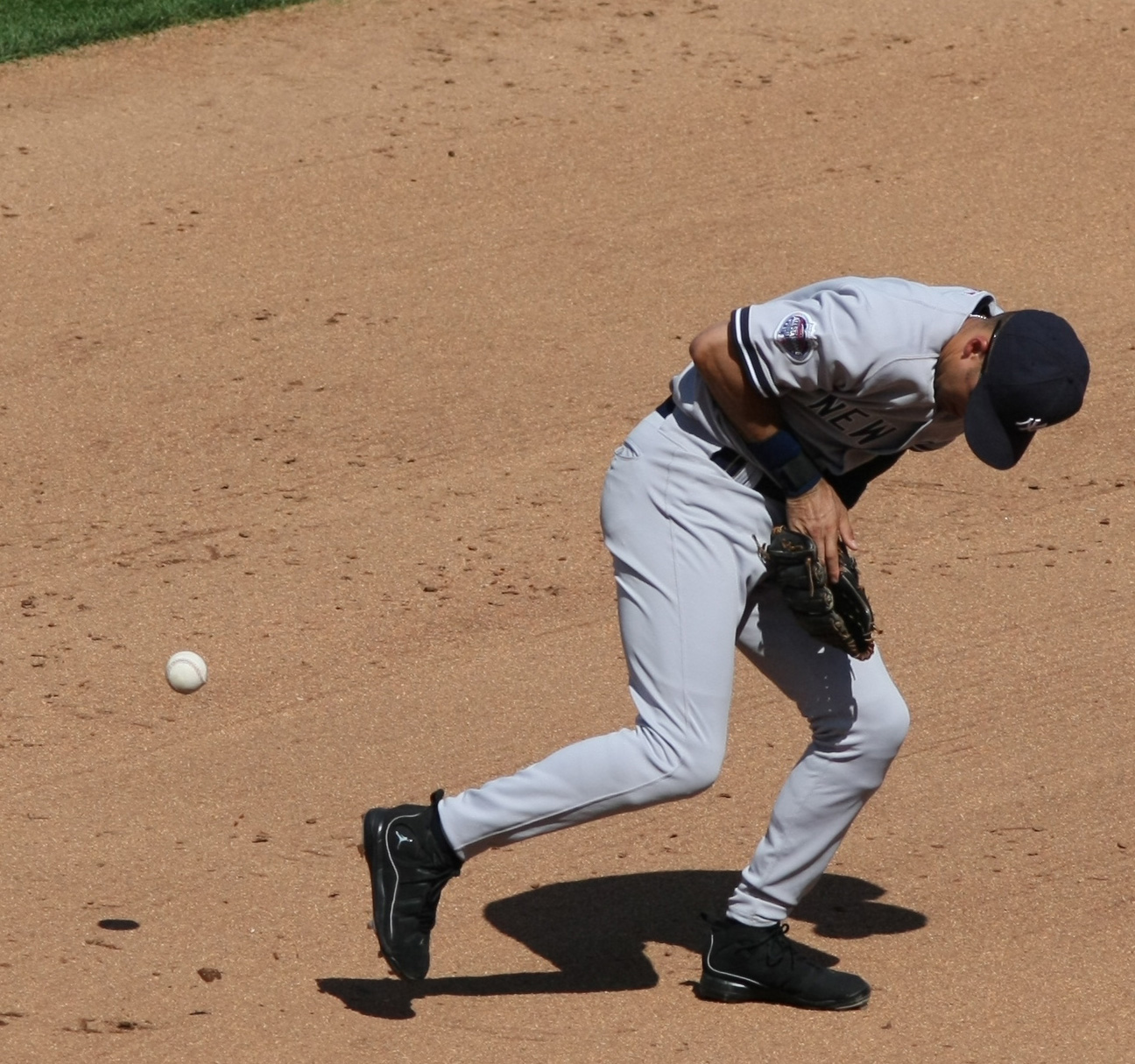
Derek Jeter gelingt es nicht den Ball zu fangen (Missed Catch Error).

Die häufigsten Errors sind Wurf- oder Fangfehler. Der offizielle Scorekeeper beurteilt die Situation und entscheidet, welcher Spieler den Error verursacht hat. Beispiel: Wenn der Shortstop zum First Baseman wirft, um dort ein Aus zu machen und diese Aktion gelingt nicht, weil der Ball nicht unter Kontrolle gebracht werden kann, so kann ein Error beim Wurf (Throwing Error) des Shortstops vorliegen oder auch ein Error durch den First Baseman beim Fangen des Balles (Missed Catch Error). Auf dem Scoresheet, dem Statistikblatt, das Teil des offiziellen Spielberichts ist, wird vermerkt, wem der Error anzulasten ist. Wird der Ball zu hoch oder zu weit seitlich geworfen, so dass er nicht gefangen werden kann, so spricht man von einem Error (Overthrow). Um einen Fielding Error handelt es sich, wenn ein auf den Boden geschlagener Ball beim Aufnehmen durch den Spieler vertändelt wird. Auch beim Fangen eines geschlagenen Balles aus der Luft wird auf Error (Flyball) entschieden, wenn ein Defensivspieler ohne besondere Schwierigkeiten – die Regeln sprechen von ordinary effort – den Ball hätte fangen können, ihn aber doch zu Boden fallen lässt und dadurch ein Runner vorrückt oder der Batter eine Base erreicht. Aus dieser Beschreibung in den offiziellen Regeln ergibt sich, dass die subjektive Beurteilung durch den Scorer darüber entscheidet, ob ein Error vorliegt.
Neben den häufigen Wurf- und Fangfehlern gibt es auch sogenannte mental errors, also Aktionen, bei denen der Ball zwar immer sicher gehandhabt wurde, aber beispielsweise an ein Base geworfen wurde, an dem kein Spielzug gegen einen Angreifer stattfinden konnte. Diese gehören nicht zu den Errors und fließen deshalb nicht in die Statistik ein, abgesehen von zwei Ausnahmen: Wirft ein Spieler den Ball in den Bereich außerhalb der Spielfeldbegrenzung oder rollt ihn zum Mound, weil er das Inning irrtümlicherweise für beendet hält, so ist ein Error zu scoren.
Ein Error stellt keinen Grund für eine Spielunterbrechung dar, eine Aktion wird nur dann vom Umpire unterbrochen, wenn der Ball in das deadball territory, also den Bereich außerhalb der Spielfeldbegrenzung gelangt und damit als nicht mehr spielbar erklärt wird.

## Darstellung im Ergebnis
Das Spielergebnis wird als zweizeilige Tabelle dargestellt. Neben den Spalten mit den Runs für die einzelnen Innings und der Gesamtzahl der Runs gibt es noch je eine Spalte für die gesamten Hits und Errors jeder Mannschaft, hier im Beispiel die fünfte Begegnung der World Series 1980:
| Spiel 5 – World Series 1980 | Spiel 5 – World Series 1980 | Spiel 5 – World Series 1980 | Spiel 5 – World Series 1980 | Spiel 5 – World Series 1980 | Spiel 5 – World Series 1980 | Spiel 5 – World Series 1980 | Spiel 5 – World Series 1980 | Spiel 5 – World Series 1980 | Spiel 5 – World Series 1980 | Spiel 5 – World Series 1980 | Spiel 5 – World Series 1980 | Spiel 5 – World Series 1980 | Spiel 5 – World Series 1980 |
| Team                        | 1                           | 2                           | 3                           | 4                           | 5                           | 6                           | 7                           | 8                           | 9                           |                             | R                           | H                           | E                           |
| --------------------------- | --------------------------- | --------------------------- | --------------------------- | --------------------------- | --------------------------- | --------------------------- | --------------------------- | --------------------------- | --------------------------- | --------------------------- | --------------------------- | --------------------------- | --------------------------- |
| Philadelphia Phillies       | 0                           | 0                           | 0                           | 2                           | 0                           | 0                           | 0                           | 0                           | 2                           |                             | 4                           | 7                           | 0                           |
| Kansas City Royals          | 0                           | 0                           | 0                           | 0                           | 1                           | 2                           | 0                           | 0                           | 0                           |                             | 3                           | 12                          | 2                           |

Hier kann man sehen, dass Philadelphia zwar weniger Hits als Kansas City hatte, aber möglicherweise die zwei Errors der Royals den Ausschlag zugunsten der Phillies gaben. Es ist nicht zwingend, dass Errors entscheidenden Einfluss auf den Spielausgang haben, sie sind aber oft prägend für den Spielverlauf.

## Bemerkenswertes
Dass einem professionellen Spieler in einem Spiel mehrere Errors unterlaufen, ist sehr selten. Umso bemerkenswerter ist, dass ausgerechnet im All-Star-Game 2008, in dem die besten Spieler der MLB aufeinandertrafen, Dan Uggla, dem Second Baseman des National League Teams insgesamt drei Errors unterliefen. Diese hatten jedoch keinen direkten Einfluss auf das Ergebnis, brachten ihm aber einen unrühmlichen Rekord und den Spott der Öffentlichkeit ein.